# Giorgio Chiavacci

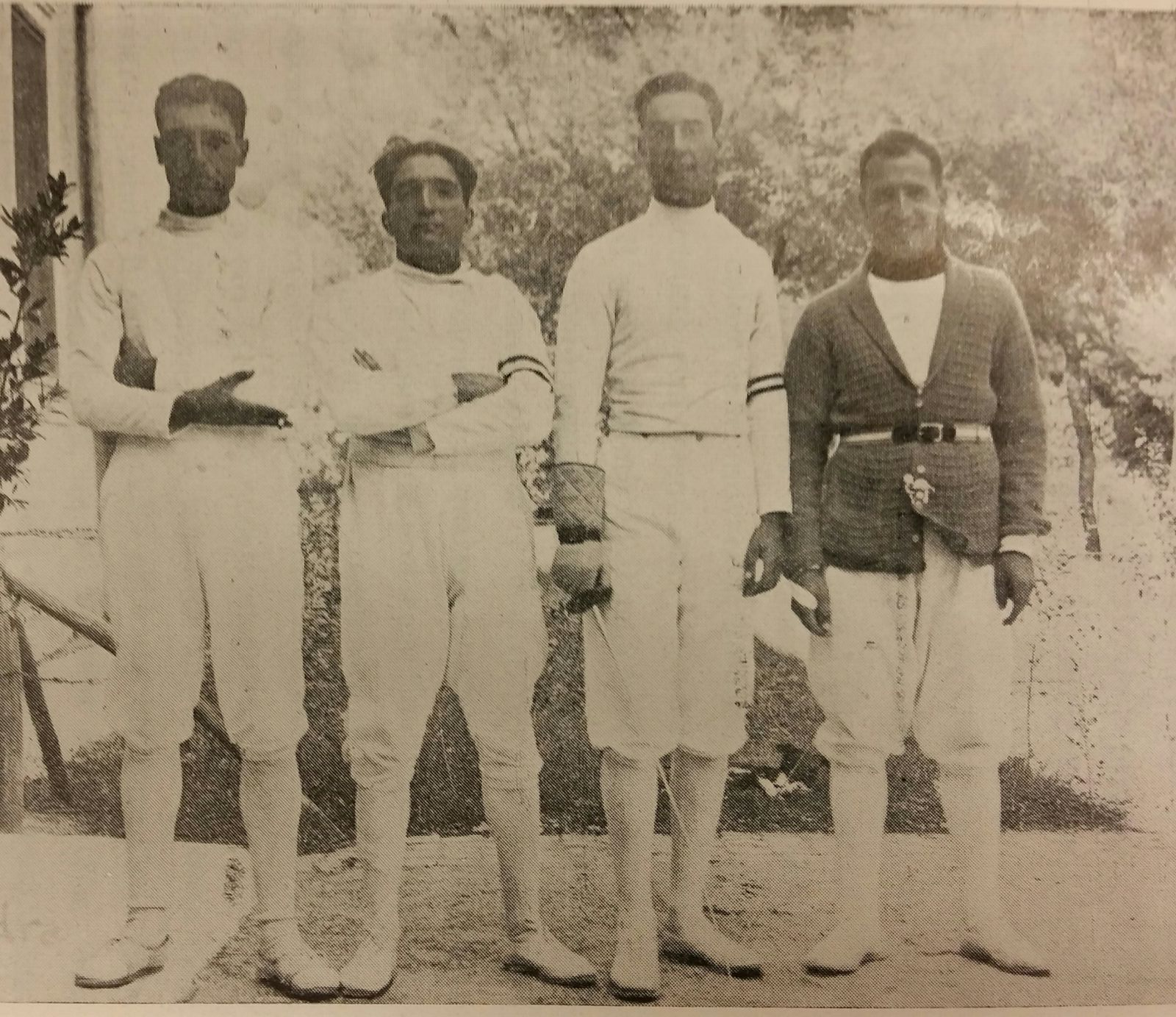
Chiavacci z członkami drużyny

Giorgio Chiavacci (ur. 3 lipca 1899 w Cecinie, zm. 4 marca 1969 tamże) – włoski florecista, złoty medalista olimpijski i dwukrotny mistrz świata.
Na igrzyskach olimpijskich w Paryżu w 1924 roku był czwarty we florecie drużynowym. W rundzie finałowej, w pierwszym pojedynku Włosi spotkali się z Francuzami. W walce Luciena Gaudina i Aldo Boniego, przy wyniku 4:4 sędzia przyznał zwycięski punkt Francuzowi co rozwścieczyło Boniego, który obraził sędziego. Sędzia zażądał przeprosin, Boni odmówił, a włoska reprezentacja odśpiewała hymn Włoch i wycofała się z walki na znak protestu. Pozostałe dwa pojedynki Włoch w rundzie finałowej zakończyły się walkowerami. Ponadto Chiavacci doznał kontuzji kolana, która wykluczyła go ze startu w turnieju indywidualnym. Na rozgrywanych cztery lata później igrzyskach olimpijskich w Amsterdamie razem z Ugo Pignottim, Giorgio Pessiną, Gioacchino Guaragną, Oreste Pulitim i Giulio Gaudinim zdobył drużynowo złoty medal. Indywidualnie nie startował. Znalazł się w kadrze Włoch na igrzyska olimpijskie w Los Angeles w 1932 roku, jednak ostatecznie nie wystąpił z powodu infekcji oka.
Podczas mistrzostw świata w Budapeszcie w 1926 roku (oficjalnie zawody tego cyklu rozgrywane są pod tą nazwą dopiero od 1937) wywalczył złoty medal we florecie indywidualnym, wyprzedzając Węgra László Bertiego i Ugo Pignottiego. Na rozgrywanych dwa lata później mistrzostwach świata w Wiedniu razem z kolegami z reprezentacji zwyciężył w turnieju drużynowym.